# Бадіа-дал-Бальєс
Баді́а-дал-Бальє́с (кат. Badia del Vallès) — муніципалітет, розташований в Автономній області Каталонія, в Іспанії. Код муніципалітету за номенклатурою Інституту статистики Каталонії — 89045. Знаходиться у районі (кумарці) Бальєс-Уксідантал (коди району — 40 та VC) провінції Барселона, згідно з новою адміністративною реформою перебуватиме у складі Баґарії (округи) Барселона. 

## Населення
Населення міста (у 2007 р.) становить 13.975 осіб (з них менше 14 років — 15,2%, від 15 до 64 — 70,3%, понад 65 років — 14,5%). У 2006 р. народжуваність склала 155 осіб, смертність — 103 особи, зареєстровано 48 шлюбів. У 2001 р. активне населення становило 7.374 особи, з них безробітних — 1.083 особи.

Серед осіб, які проживали на території міста у 2001 р., 8.671 народилися в Каталонії (з них 4.330 осіб у тому самому районі, або кумарці), 5.758 осіб приїхало з інших областей Іспанії, а 285 осіб приїхало з-за кордону. 

Університетську освіту має 4% усього населення. 

У 2001 р. нараховувалося 5.045 домогосподарств (з них 14,7% складалися з однієї особи, 26,1% з двох осіб,26,3% з 3 осіб, 23% з 4 осіб, 7,2% з 5 осіб, 2% з 6 осіб, 0,5% з 7 осіб, 0,1% з 8 осіб і 0,1% з 9 і більше осіб).

Активне населення міста у 2001 р. працювало у таких сферах діяльності : у сільському господарстві — 0,4%, у промисловості — 33,3%, на будівництві — 13,2% і у сфері обслуговування — 53,1%. 

 У муніципалітеті або у власному районі (кумарці) працює 1.349 осіб, поза районом — 5.543 особи.

### Доходи населення
У 2002 р. доходи населення розподілялися таким чином :
| \| Доходи населення за статтями доходів \| Доходи населення за статтями доходів \| Доходи населення за статтями доходів \| \| Рік \| 2002 р. \| 2001 р. \| \| ------------------------------------ \| ------------------------------------ \| ------------------------------------ \| \| Заробітна платня \| 67,2% \| 68,7% \| \| Доходи від ведення бізнесу \| 8,7% \| 8,6% \| \| Соціальна допомога \| 24,1% \| 22,7% \| |         |         |
| Доходи населення за статтями доходів |         |         |
| Рік | 2002 р. | 2001 р. |
| Заробітна платня | 67,2%   | 68,7%   |
| Доходи від ведення бізнесу | 8,7%    | 8,6%    |
| Соціальна допомога | 24,1%   | 22,7%   |

### Безробіття
У 2007 р. нараховувалося 746 безробітних (у 2006 р. — 806 безробітних), з них чоловіки становили 38,5%, а жінки — 61,5%.

## Економіка
У 1996 р. валовий внутрішній продукт розподілявся по сферах діяльності таким чином :
| \| Валовий внутрішній продукт \| Валовий внутрішній продукт \| Валовий внутрішній продукт \| \| Рік \| 1996 р. \| 1991 р. \| \| -------------------------- \| -------------------------- \| -------------------------- \| \| Сільське господарство \| 0,3% \| 0% \| \| Промисловість \| 9,1% \| 0% \| \| Будівництво \| 7,1% \| 0% \| \| Послуги \| 83,6% \| 0% \| |         |         |
| Валовий внутрішній продукт |         |         |
| Рік | 1996 р. | 1991 р. |
| Сільське господарство | 0,3%    | 0%      |
| Промисловість | 9,1%    | 0%      |
| Будівництво | 7,1%    | 0%      |
| Послуги | 83,6%   | 0%      |

### Підприємства міста

#### Промислові підприємства
| \| Промислові підприємства міста, за сферою діяльності \| Промислові підприємства міста, за сферою діяльності \| Промислові підприємства міста, за сферою діяльності \| \| Рік \| 2002 р. \| 2001 р. \| \| --------------------------------------------------- \| --------------------------------------------------- \| --------------------------------------------------- \| \| Енергетичні та водні ресурси \| 11,1% \| 20% \| \| Хімія та метали \| 0% \| 0% \| \| Переробка металів \| 44,4% \| 20% \| \| Продукти харчування \| 0% \| 0% \| \| Текстиль \| 22,2% \| 20% \| \| Виробництво меблів, видання \| 22,2% \| 40% \| \| Інше \| 0% \| 0% \| \| Усього підприємств \| 9 \| 5 \| |         |         |
| Промислові підприємства міста, за сферою діяльності |         |         |
| Рік | 2002 р. | 2001 р. |
| Енергетичні та водні ресурси | 11,1%   | 20%     |
| Хімія та метали | 0%      | 0%      |
| Переробка металів | 44,4%   | 20%     |
| Продукти харчування | 0%      | 0%      |
| Текстиль | 22,2%   | 20%     |
| Виробництво меблів, видання | 22,2%   | 40%     |
| Інше | 0%      | 0%      |
| Усього підприємств | 9       | 5       |

#### Роздрібна торгівля
| \| Підприємства роздрібної торгівлі міста, за сферою діяльності \| Підприємства роздрібної торгівлі міста, за сферою діяльності \| Підприємства роздрібної торгівлі міста, за сферою діяльності \| \| Рік \| 2002 р. \| 2001 р. \| \| ------------------------------------------------------------ \| ------------------------------------------------------------ \| ------------------------------------------------------------ \| \| Продукти харчування \| 56,1% \| 56,1% \| \| Одяг та взуття \| 23% \| 21,6% \| \| Товари для дому \| 3,4% \| 4,7% \| \| Книги та періодичні видання \| 3,4% \| 3,4% \| \| Промислова хімічна продукція \| 7,4% \| 6,8% \| \| Продукція, пов'язана з транспортними засобами \| 0% \| 0% \| \| Інше \| 6,8% \| 7,4% \| \| Усього підприємств \| 148 \| 148 \| |         |         |
| Підприємства роздрібної торгівлі міста, за сферою діяльності |         |         |
| Рік | 2002 р. | 2001 р. |
| Продукти харчування | 56,1%   | 56,1%   |
| Одяг та взуття | 23%     | 21,6%   |
| Товари для дому | 3,4%    | 4,7%    |
| Книги та періодичні видання | 3,4%    | 3,4%    |
| Промислова хімічна продукція | 7,4%    | 6,8%    |
| Продукція, пов'язана з транспортними засобами | 0%      | 0%      |
| Інше | 6,8%    | 7,4%    |
| Усього підприємств | 148     | 148     |

#### Сфера послуг
| \| Підприємства міста, що працюють у сфері послуг, за діяльністю \| Підприємства міста, що працюють у сфері послуг, за діяльністю \| Підприємства міста, що працюють у сфері послуг, за діяльністю \| \| Рік \| 2002 р. \| 2001 р. \| \| ------------------------------------------------------------- \| ------------------------------------------------------------- \| ------------------------------------------------------------- \| \| Гуртова торгівля \| 2% \| 1,9% \| \| Готелі та готельний бізнес \| 15% \| 14,3% \| \| Транспорт та зв'язок \| 52,3% \| 51,3% \| \| Посередницькі фінансові послуги \| 3,3% \| 2,6% \| \| Послуги підприємствам \| 0% \| 0% \| \| Послуги фізичним особам \| 22,9% \| 26% \| \| Нерухомість та ін. \| 4,6% \| 3,9% \| \| Усього підприємств \| 153 \| 154 \| |         |         |
| Підприємства міста, що працюють у сфері послуг, за діяльністю |         |         |
| Рік | 2002 р. | 2001 р. |
| Гуртова торгівля | 2%      | 1,9%    |
| Готелі та готельний бізнес | 15%     | 14,3%   |
| Транспорт та зв'язок | 52,3%   | 51,3%   |
| Посередницькі фінансові послуги | 3,3%    | 2,6%    |
| Послуги підприємствам | 0%      | 0%      |
| Послуги фізичним особам | 22,9%   | 26%     |
| Нерухомість та ін. | 4,6%    | 3,9%    |
| Усього підприємств | 153     | 154     |

## Житловий фонд
У 2001 р. 1,9% усіх родин (домогосподарств) мали житло метражем до 59 м2, 90,8% — від 60 до 89 м2, 6,9% — від 90 до 119 м2 і
0,4% — понад 120 м2.

З усіх будівель у 2001 р. 2,5% було одноповерховими, 0,5% — двоповерховими, 0
% — триповерховими, 0% — чотириповерховими, 19,1% — п'ятиповерховими, 13,6% — шестиповерховими,
0% — семиповерховими, 64,3% — з вісьмома та більше поверхами.

## Автопарк
| \| Автомобілі, зареєстровані у місті, за призначенням \| Автомобілі, зареєстровані у місті, за призначенням \| Автомобілі, зареєстровані у місті, за призначенням \| \| Рік \| 2006 р. \| 2005 р. \| \| -------------------------------------------------- \| -------------------------------------------------- \| -------------------------------------------------- \| \| Приватні автомобілі \| 82,1% \| 83% \| \| Мотоцикли \| 5,7% \| 4,9% \| \| Вантажівки \| 10,3% \| 10,2% \| \| Трактори \| 0,3% \| 0,4% \| \| Автобуси та ін. \| 1,6% \| 1,6% \| \| Усього автомобілів \| 7.414 шт. \| 7.297 шт. \| |           |           |
| Автомобілі, зареєстровані у місті, за призначенням |           |           |
| Рік | 2006 р.   | 2005 р.   |
| Приватні автомобілі | 82,1%     | 83%       |
| Мотоцикли | 5,7%      | 4,9%      |
| Вантажівки | 10,3%     | 10,2%     |
| Трактори | 0,3%      | 0,4%      |
| Автобуси та ін. | 1,6%      | 1,6%      |
| Усього автомобілів | 7.414 шт. | 7.297 шт. |

## Вживання каталанської мови
У 2001 р. каталанську мову у місті розуміли 91,4% усього населення (у 1996 р. — 89,9%), вміли говорити нею 55,9% (у 1996 р. — 
53,6%), вміли читати 59,2% (у 1996 р. — 54,9%), вміли писати 35
% (у 1996 р. — 33,3%). Не розуміли каталанської мови 8,6%.

## Політичні уподобання
У виборах до Парламенту Каталонії у 2006 р. взяло участь 4.326 осіб (у 2003 р. — 5.695 осіб). Голоси за політичні сили розподілилися таким чином:
| \| Вибори до Парламенту Каталонії \| Вибори до Парламенту Каталонії \| Вибори до Парламенту Каталонії \| \| Рік \| 2006 р. \| 2003 р. \| \| -------------------------------------- \| ------------------------------ \| ------------------------------ \| \| Конвергенція та Єднання (CiU) \| 14% \| 14,7% \| \| Соціалістична партія Каталонії (PSC) \| 45,5% \| 52,5% \| \| Народна партія (PP) \| 14,8% \| 14,7% \| \| Ініціатива за зелену Каталонію (IC) \| 10,2% \| 10,3% \| \| Республіканська лівиця Каталонії (ERC) \| 5,6% \| 5,4% \| \| Громадянська партія (C's) \| 5,7% \| 0% \| \| Інші \| 4% \| 2,4% \| |         |         |
| Вибори до Парламенту Каталонії |         |         |
| Рік | 2006 р. | 2003 р. |
| Конвергенція та Єднання (CiU) | 14%     | 14,7%   |
| Соціалістична партія Каталонії (PSC) | 45,5%   | 52,5%   |
| Народна партія (PP) | 14,8%   | 14,7%   |
| Ініціатива за зелену Каталонію (IC) | 10,2%   | 10,3%   |
| Республіканська лівиця Каталонії (ERC) | 5,6%    | 5,4%    |
| Громадянська партія (C's) | 5,7%    | 0%      |
| Інші | 4%      | 2,4%    |

У муніципальних виборах у 2007 р. взяло участь 4.745 осіб (у 2003 р. — 6.154 особи). Голоси за політичні сили розподілилися таким чином:
| \| Муніципальні вибори \| Муніципальні вибори \| Муніципальні вибори \| \| Рік \| 2007 р. \| 2003 р. \| \| -------------------------------------- \| ------------------- \| ------------------- \| \| Конвергенція та Єднання (CiU) \| 5,1% \| 6% \| \| Соціалістична партія Каталонії (PSC) \| 55,3% \| 62,1% \| \| Народна партія (PP) \| 9,4% \| 10,3% \| \| Ініціатива за зелену Каталонію (IC) \| 6% \| 6% \| \| Республіканська лівиця Каталонії (ERC) \| 1,5% \| 1,3% \| \| Громадянська партія (C's) \| 0% \| 0% \| \| Інші \| 22,8% \| 14,3% \| |         |         |
| Муніципальні вибори |         |         |
| Рік | 2007 р. | 2003 р. |
| Конвергенція та Єднання (CiU) | 5,1%    | 6%      |
| Соціалістична партія Каталонії (PSC) | 55,3%   | 62,1%   |
| Народна партія (PP) | 9,4%    | 10,3%   |
| Ініціатива за зелену Каталонію (IC) | 6%      | 6%      |
| Республіканська лівиця Каталонії (ERC) | 1,5%    | 1,3%    |
| Громадянська партія (C's) | 0%      | 0%      |
| Інші | 22,8%   | 14,3%   |